# Fernando Sánchez Mayans
Fernando Sánchez Mayans   (Campeche, 1 de maig de 1923 - Ciutat de Mèxic, 27 de desembre de 2007) va ser un diplomàtic, poeta i dramaturg mexicà. Va aconseguir en dues ocasions el Premi Nacional de Teatre de Mèxic (1951 i 1962), i va escriure més de 30 llibres de diferents gèneres literaris.